# Liste der Lieder von Neil Young

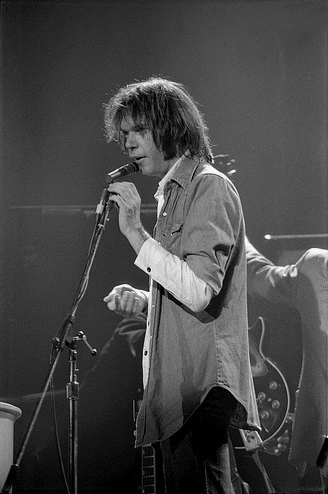
Neil Young (1976)

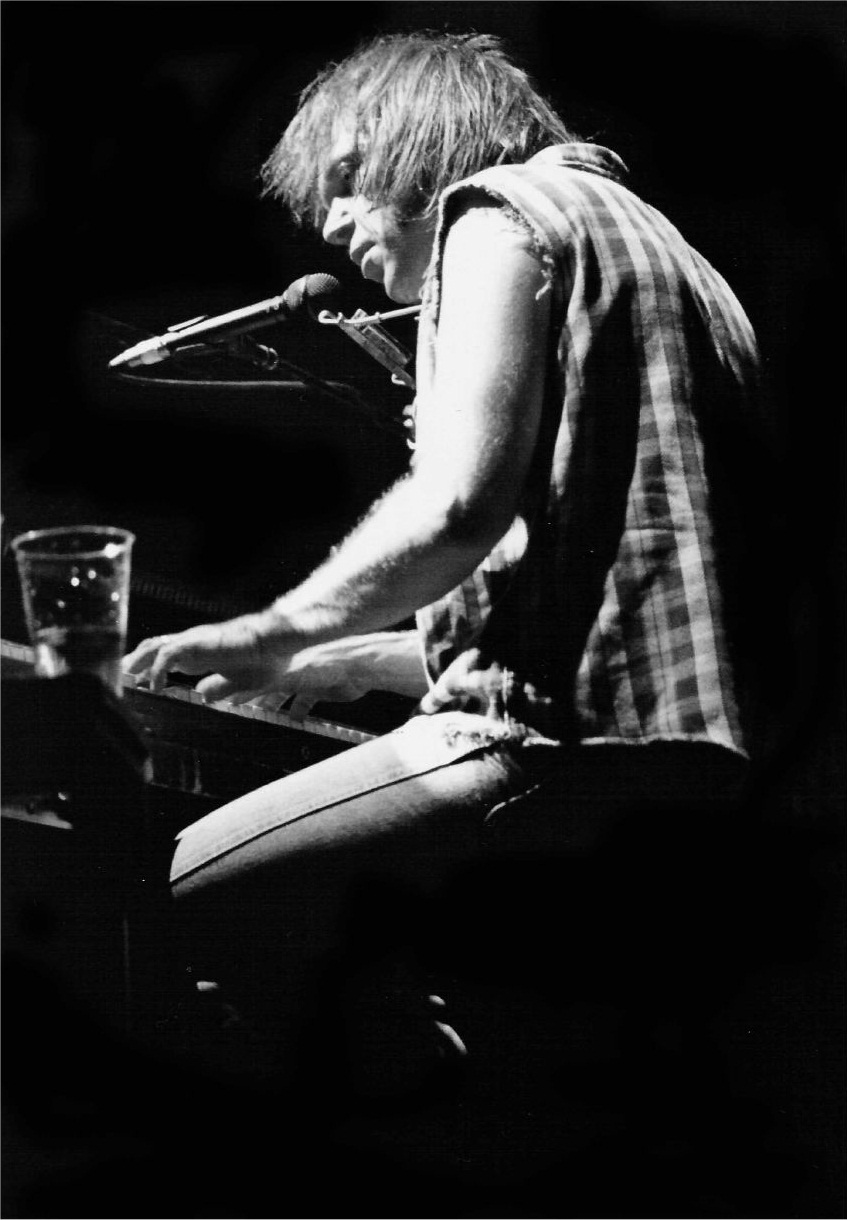
Neil Young (1984)

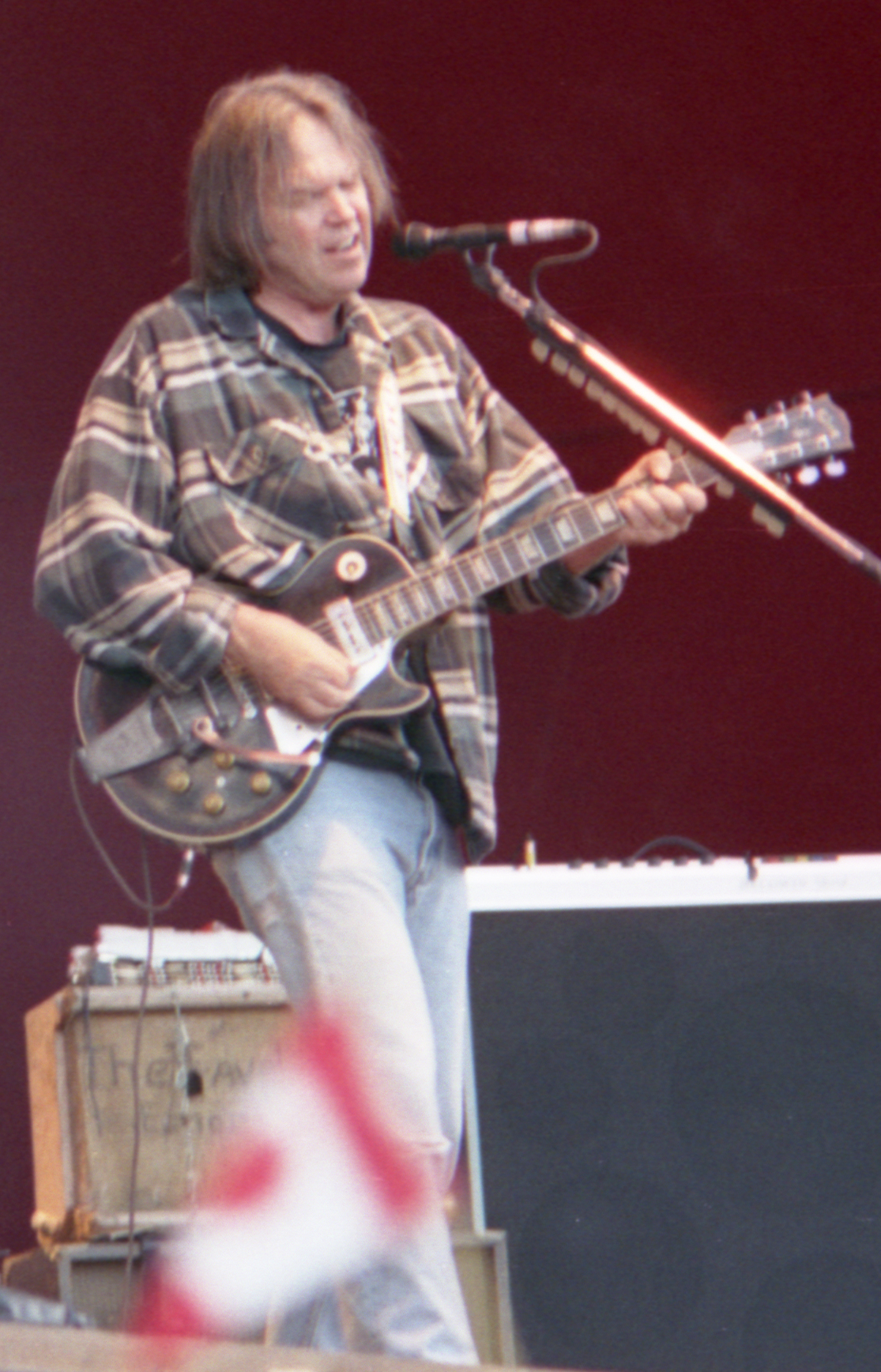
Neil Young (1996)

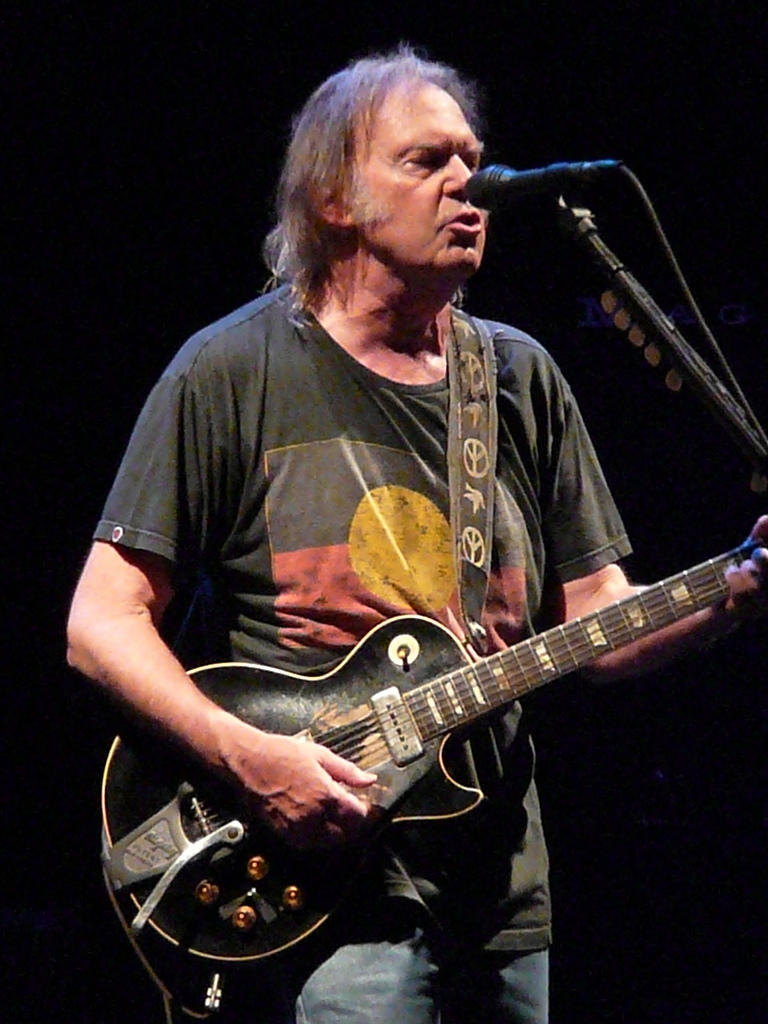
Neil Young (2009)

Die Liste der Lieder von Neil Young ist eine Übersicht der aufgenommenen und veröffentlichten Songs des kanadischen (und seit 2020 auch US-amerikanischen) Musikers, Singer-Songwriters und Filmemachers Neil Young, die er als Solokünstler und mit der Band Neil Young & Crazy Horse aufgenommen hat. In der Liste nicht enthalten sind Aufnahmen und Veröffentlichungen anderer Bands, etwa Buffalo Springfield und Crosby, Stills, Nash & Young, in denen Neil Young Bandmitglied war.

## Hintergrund
Neil Young ist seit Anfang der 1960er Jahre als Musiker aktiv. Zunächst spielte er in verschiedenen lokalen Bands in Winnipeg (z. B. The Jades). Seine erste Single The Sultan / Aurora mit der Band The Squires erschien 1963. Erfolgreich wurde er, nachdem er 1966 Mitglied der Band Buffalo Springfield wurde. Die Band löste sich aber bereits nach dem dritten Album – wegen andauernder Streitigkeiten unter den Bandmitgliedern – wieder auf. Ende 1968 nahm Young sein erstes Soloalbum Neil Young auf, das im Januar 1969 erschien. Kurz darauf gründete er mit den drei Musikern Danny Whitten (Gitarre und Gesang), Billy Talbot (Bass) und Ralph Molina (Schlagzeug) aus der Band The Rockets die Gruppe Neil Young & Crazy Horse und es erschien ihr erstes gemeinsames Album Everybody Knows This Is Nowhere.
Im Laufe seiner inzwischen mehr als 50-jährigen Musikerkarriere hat Neil Young seit seinen Anfängen bislang 42 Studioalben, 21 Livealben, 2 EPs und 4 Soundtracks veröffentlicht. Neben diversen Kompilationen und Box-Sets erschienen zusätzlich noch 3 Studioalben mit Buffalo Springfield, 3 Studio- und 3 Livealben mit Crosby, Stills, Nash & Young sowie 1 Studioalbum mit The Stills-Young Band. Seine Musik umfasst dabei zahlreiche Genres wie beispielsweise Rock-, Grunge-, Country- und Folkmusik. Im Laufe seines künstlerischen Schaffens gewann er zweimal den Grammy, davon einmal den Grammy Award for Best Rock Song im Jahr 2010 für sein Lied Angry World. Solo und zusammen mit Buffalo Springfield wurde er außerdem in die Rock and Roll Hall of Fame aufgenommen. Er wird einerseits als bedeutender Folkmusiker und andererseits als „Godfather of Grunge“ verehrt.
Neil Young kommerziell erfolgreichstes Lied ist Heart Of Gold. In der Zusammenstellung der 500 Greatest Songs of All Time der Musikzeitschrift Rolling Stone aus dem Jahr 2010 ist der Musiker mit folgenden drei Liedern vertreten:
- Rockin' in the Free World vom Album Freedom (Platz 216)
- Heart of Gold vom Album Harvest (Platz 303)
- Cortez the Killer vom Album Zuma (Platz 329)

Zu seinen weiteren erfolgreichen Songs zählen:
- After The Gold Rush vom Album After The Gold Rush (1970)
- Alabama vom Album Harvest (1972)
- Ambulance Blues vom Album On the Beach (1974)
- Angry World vom Album Le Noise (2010)
- Cinnamon Girl vom Album Everybody Knows This Is Nowhere (1969)
- Comes a Time vom Album Comes a Time (1978)
- Cowgirl in the Sand vom Album Everybody Knows This Is Nowhere (1969)
- Cough up the Bucks vom Album Fork In The Road (2007)
- Down by the River vom Album Everybody Knows This Is Nowhere (1969)
- Four Strong Winds vom Album Comes a Time (1978)
- F*!#in' Up vom Album Ragged Glory (1990)
- Harvest Moon vom Album Harvest Moon (1992)
- Helpless vom Album Decade (1977); erstmals erschienen auf dem Album Déjà Vu von Crosby, Stills, Nash & Young (1970)
- Hey Hey, My My (Into the Black) vom Album Rust Never Sleeps (1979)
- Let's Impeach the President vom Album Living With War (2006)
- Like a Hurricane vom Album American Stars 'N Bars (1977)
- Like an Inca vom Album Trans (1982)
- Long May You Run vom Album Decade (1977); erstmals erschienen auf dem Album Long May You Run mit Stephen Stills unter dem Namen The Stills-Young Band (1976)
- My My, Hey Hey (Out of the Blue) vom Album Rust Never Sleeps (1979)
- Ohio vom Album Journey Through the Past (1972); erstmals erschienen auf dem Album 4 Way Street von Crosby, Stills, Nash & Young (1971)
- Old Man vom Album Harvest (1972)
- On the Beach vom Album On the Beach (1974)
- Only Love Can Break Your Heart vom Album After the Gold Rush (1970)
- Ordinary People vom Album Chrome Dreams II (2007)
- Pocahontas vom Album Rust Never Sleeps (1979)
- Powderfinger vom Album Rust Never Sleeps (1979)
- Sleeps With Angels vom Album Sleeps With Angels (1994)
- Southern Man vom Album After the Gold Rush (1970)
- Sugar Mountain vom Album Decade (1977); erstmals veröffentlicht als B-Seite von Youngs Single The Loner (1969)
- The Needle and the Damage Done: Das Lied vom Album Harvest (1972)
- Tired Eyes vom Album Tonight’s the Night (1975)
- Walk Like a Giant vom Album Psychedelic Pill (2012)
- Walk On vom Album On the Beach (1974)
- When You Dance I Can Really Love vom Album After the Gold Rush (1970)
- Will to Love vom Album American Stars 'N Bars (1977)
- Wrecking Ball vom Album Freedom (1989)

## Liste
Die Zusammenstellung listet in alphabetischer Reihenfolge das Lied, den/die Autor(en) des Liedes sowie den Tonträger auf dem das Lied erstmals veröffentlicht wurde. Lieder der Bands Buffalo Springfield  und Crosby, Stills, Nash & Young sind in der Zusammenstellung nicht enthalten.

### #
| Lied                    | Autoren    | Album                               | Jahr |
| ----------------------- | ---------- | ----------------------------------- | ---- |
| 1956 Bubblegum Disaster | Neil Young | Neil Young Archives Vol 1 1963-1972 | 2009 |

### A
| Lied                                 | Autoren     | Album                                  | Jahr |
| ------------------------------------ | ----------- | -------------------------------------- | ---- |
| A Dream That Can Last                | Neil Young  | Sleeps Withs Angels                    | 1994 |
| A Letter Home Intro                  | Neil Young  | A Letter Home                          | 2014 |
| A Man Needs A Maid                   | Neil Young  | Harvest                                | 1972 |
| A New Day For Love                   | Neil Young  | The Monsanto Years                     | 2015 |
| A Rock Star Bucks A Coffee Shop      | Neil Young  | The Monsanto Years                     | 2015 |
| Act Of Love                          | Neil Young  | Mirror Ball                            | 1995 |
| After The Garden                     | Neil Young  | Living With War                        | 2006 |
| After The Garden (Version)           | Neil Young  | Living With War: In The Beginning      | 2006 |
| After The Gold Rush                  | Neil Young  | After The Gold Rush                    | 1970 |
| Ain’t It The Truth                   | Neil Young  | Lucky Thirteen                         | 1993 |
| Alabama                              | Neil Young  | Harvest                                | 1972 |
| Albuquerque                          | Neil Young  | Tonight’s the Night                    | 1975 |
| All Along the Watchtower             | Bob Dylan   | Road Rock, Vol. 1: Friends & Relatives | 2000 |
| All Those Dreams                     | Neil Young  | Storytone                              | 2014 |
| Almost Always                        | Neil Young  | The Visitor                            | 2017 |
| Already Great                        | Neil Young  | The Visitor                            | 2017 |
| Already One                          | Neil Young  | Comes a Time                           | 1978 |
| Amber Jean                           | Neil Young  | A Treasure                             | 2011 |
| Ambulance Blues                      | Neil Young  | On The Beach                           | 1974 |
| America The Beautiful                | Traditional | Living With War                        | 2006 |
| Angel Flying Too Close To The Ground | Neil Young  | Paradox (Soundtrack)                   | 2018 |
| Angry World                          | Neil Young  | Le Noise                               | 2010 |
| Arc                                  | Neil Young  | Arc                                    | 1991 |
| Are There Any More Real Cowboys      | Neil Young  | Old Ways                               | 1985 |
| Are You Passionate?                  | Neil Young  | Are You Passionate?                    | 2002 |
| Are You Ready For The Country?       | Neil Young  | Harvest                                | 1972 |
| Around The World                     | Neil Young  | Life                                   | 1987 |

### B
| Lied                                | Autoren                                      | Album                                         | Jahr |
| ----------------------------------- | -------------------------------------------- | --------------------------------------------- | ---- |
| Baby What You Want Me To Do         | Jimmy Reed                                   | Broken Arrow                                  | 1996 |
| Bad Fog Of Loneliness               | Neil Young                                   | Live at Massey Hall 1971                      | 2007 |
| Bad News Beat                       | Neil Young                                   | Landing On Water                              | 1986 |
| Bad News Comes To Town              | Neil Young                                   | Bluenote Cafe                                 | 2015 |
| Band Intro                          | Neil Young                                   | Roxy: Tonight’s The Night Live                | 2018 |
| Bandit                              | Neil Young                                   | Greendale                                     | 2003 |
| Barstool Blues                      | Neil Young                                   | Zuma                                          | 1975 |
| Be The Rain                         | Neil Young                                   | Greendale                                     | 2003 |
| Be With You                         | Neil Young                                   | Are You Passionate?                           | 2002 |
| Beautiful Bluebird                  | Neil Young                                   | Chrome Dreams II                              | 2007 |
| Betty Lou’s Got a New Pair of Shoes | Bobby Freeman                                | Everybody’s Rockin’                           | 1983 |
| Big Box                             | Neil Young                                   | The Monsanto Years                            | 2015 |
| Big Green Country                   | Neil Young                                   | Mirror Ball                                   | 1995 |
| Big Time                            | Neil Young                                   | Broken Arrow                                  | 1996 |
| Birds                               | Neil Young                                   | After The Gold Rush                           | 1970 |
| Bite the Bullet                     | Neil Young                                   | American Stars ’n Bars                        | 1977 |
| Blowin’ in the Wind                 | Bob Dylan                                    | Weld                                          | 1991 |
| Blue Eden                           | Neil Young                                   | Sleeps Withs Angels                           | 1994 |
| Bookstore Rap                       | Neil Young                                   | Sugar Morning - Live At Canterbury House 1968 | 2008 |
| Boom Boom Boom                      | Neil Young                                   | Toast                                         | 2022 |
| Born In Ontario                     | Neil Young                                   | Psychedelic Pill                              | 2012 |
| Born To Run                         | Bruce Springsteen                            | Neil Young Archives, Vol. 2 (1972-1976)       | 2021 |
| Borrowed Tune                       | basiert auf Lady Jane von den Rolling Stones | Tonight’s the Night                           | 1975 |
| Bound For Glory                     | Neil Young                                   | Old Ways                                      | 1985 |
| Boxcar                              | Neil Young                                   | Chrome Dreams II                              | 2007 |
| Break The Chain                     | Neil Young                                   | Word Record                                   | 2022 |
| Bright Lights, Big City             | Jimmy Reed                                   | Everybody’s Rockin’                           | 1983 |
| Bringin’ Down Dinner                | Neil Young                                   | Greendale                                     | 2003 |
| Broken Arrow                        | Neil Young                                   | Sugar Morning - Live At Canterbury House 1968 | 2008 |
| Buffalo Springfield Again           | Neil Young                                   | Silver & Gold                                 | 2000 |
| Burned                              | Neil Young                                   | Before And After                              | 2023 |

### C
| Lied                                     | Autoren                    | Album                                         | Jahr |
| ---------------------------------------- | -------------------------- | --------------------------------------------- | ---- |
| California Sunset                        | Neil Young                 | Old Ways                                      | 1985 |
| Campaigner                               | Neil Young                 | Hitchhiker                                    | 2017 |
| Can’t Believe Your Lyin’                 | Neil Young                 | This Note’s For You                           | 1988 |
| Can’t Stop Workin’                       | Neil Young                 | Peace Trail                                   | 2016 |
| Candy Bar 2 Rap                          | Neil Young                 | Roxy: Tonight’s The Night Live                | 2018 |
| Candy Bar Rap                            | Neil Young                 | Roxy: Tonight’s The Night Live                | 2018 |
| Canerican                                | Neil Young                 | Barn                                          | 2021 |
| Captain Kennedy                          | Neil Young                 | Hawks & Doves                                 | 1980 |
| Carmichael                               | Neil Young                 | Greendale                                     | 2003 |
| Carnival                                 | Neil Young                 | The Visitor                                   | 2017 |
| Change Ain’t Never Gonna                 | Neil Young                 | Barn                                          | 2021 |
| Change Of Heart                          | Neil Young                 | The Visitor                                   | 2017 |
| Change Your Mind                         | Neil Young                 | Sleeps Withs Angels                           | 1994 |
| Changes                                  | Phil Ochs                  | A Letter Home                                 | 2014 |
| Changing Highways                        | Neil Young                 | Broken Arrow                                  | 1996 |
| Chevrolet                                | Neil Young                 | World Record                                  | 2022 |
| Children Of Destiny                      | Neil Young                 | The Visitor                                   | 2017 |
| Cinnamon Girl                            | Neil Young                 | Everybody Knows This Is Nowhere               | 1969 |
| Classical Gas Rap                        | Mason Williams             | Sugar Morning - Live At Canterbury House 1968 | 2008 |
| Clementine                               | Traditional                | Americana                                     | 2012 |
| Coastline                                | Neil Young                 | Hawks & Doves                                 | 1980 |
| Cocaine Eyes                             | Neil Young                 | Eldorado                                      | 1989 |
| Come On Baby Let’s Go Downtown           | Danny Whitten / Neil Young | Tonight’s the Night                           | 1975 |
| Comes a Time                             | Neil Young                 | Comes a Time                                  | 1978 |
| Comin’ Apart at Every Nail               | Neil Young                 | Hawks & Doves                                 | 1980 |
| Computer Age                             | Neil Young                 | Trans                                         | 1982 |
| Computer Cowboy (Aka Syscrusher)         | Neil Young                 | Trans                                         | 1982 |
| Cortez the Killer                        | Neil Young                 | Zuma                                          | 1975 |
| Cough Up The Bucks                       | Neil Young                 | Fork In The Road                              | 2009 |
| Country Home                             | Neil Young                 | Ragged Glory                                  | 1990 |
| Coupe De Ville                           | Neil Young                 | This Note’s For You                           | 1988 |
| Cowgirl In The Sand                      | Neil Young                 | Everybody Knows This Is Nowhere               | 1969 |
| Cowgirl Jam                              | Neil Young                 | Paradox (Soundtrack)                          | 2018 |
| Crazy                                    | Willie Nelson              | A Letter Home                                 | 2014 |
| Crime In The City                        | Neil Young                 | Weld                                          | 1991 |
| Crime In The City (Sixty To Zero Part I) | Neil Young                 | Freedom                                       | 1989 |
| Crime Of The Heart                       | Neil Young                 | Bluenote Cafe                                 | 2015 |
| Cripple Creek Ferry                      | Neil Young                 | After the Gold Rush                           | 1970 |
| Cry, Cry, Cry                            | Neil Young                 | Everybody’s Rockin’                           | 1983 |
| Cryin’ Eyes                              | Neil Young                 | Life                                          | 1987 |

### D
| Lied                                | Autoren    | Album                           | Jahr |
| ----------------------------------- | ---------- | ------------------------------- | ---- |
| Daddy Went Walkin’                  | Neil Young | Silver & Gold                   | 2000 |
| Dance Dance Dance                   | Neil Young | Live at Massey Hall 1971        | 2007 |
| Danger Bird                         | Neil Young | Zuma                            | 1975 |
| David Geffen Rap                    | Neil Young | Roxy: Tonight’s The Night Live  | 2018 |
| Days That Used To Be                | Neil Young | Ragged Glory                    | 1990 |
| Depression Blues                    | Neil Young | Lucky Thirteen                  | 1993 |
| Devil’s Sidewalk                    | Neil Young | Greendale                       | 2003 |
| Differently                         | Neil Young | Are You Passionate?             | 2002 |
| Diggin’ A Hole                      | Neil Young | The Visitor                     | 2017 |
| Diggin’ In The Dirt                 | Neil Young | Paradox (Soundtrack)            | 2018 |
| Diggin’ In The Dirt (Chorus)        | Neil Young | Paradox (Soundtrack)            | 2018 |
| Dirty Old Man                       | Neil Young | Chrome Dreams II                | 2007 |
| Distant Camera                      | Neil Young | Silver & Gold                   | 2000 |
| Do You Know How To Use This Weapon? | Neil Young | Dead Man (Soundtrack)           | 1996 |
| Doghouse                            | Neil Young | Bluenote Cafe                   | 2015 |
| Don’t Be Denied                     | Neil Young | Time Fades Away                 | 1973 |
| Don’t Cry                           | Neil Young | Freedom                         | 1989 |
| Don’t Cry No Tears                  | Neil Young | Zuma                            | 1975 |
| Don’t Forget Love                   | Neil Young | Barn                            | 2021 |
| Don’t Let It Bring You Down         | Neil Young | After the Gold Rush             | 1970 |
| Don’t Say You Love Me               | Neil Young | Are You Passionate?             | 2002 |
| Don’t Spook the Horse               | Neil Young | Mansion On The Hill             | 1990 |
| Don’t Take Your Love Away From Me   | Neil Young | Lucky Thirteen                  | 1993 |
| Double E                            | Neil Young | Greendale                       | 2003 |
| Down by the River                   | Neil Young | Everybody Knows This Is Nowhere | 1969 |
| Downtown                            | Neil Young | Mirror Ball                     | 1995 |
| Dreamin’ Man                        | Neil Young | Harvest Moon                    | 1992 |
| Drifter                             | Neil Young | Landing On Water                | 1986 |
| Driftin’ Back                       | Neil Young | Psychedelic Pill                | 2012 |
| Drive Back                          | Neil Young | Zuma                            | 1975 |
| Driveby                             | Neil Young | Sleeps Withs Angels             | 1994 |

### E
| Lied                            | Autoren          | Album                                         | Jahr |
| ------------------------------- | ---------------- | --------------------------------------------- | ---- |
| Early Morning Rain              | Gordon Lightfoot | A Letter Home                                 | 2014 |
| Eldorado                        | Neil Young       | Freedom                                       | 1989 |
| Emcee Intro                     | Neil Young       | Sugar Morning - Live At Canterbury House 1968 | 2008 |
| Encore Rap                      | Neil Young       | Bluenote Cafe                                 | 2015 |
| Eternity                        | Neil Young       | Colorado                                      | 2019 |
| Ever After                      | Neil Young       | Chrome Dreams II                              | 2007 |
| Everybody Knows This Is Nowhere | Neil Young       | Everybody Knows This Is Nowhere               | 1969 |
| Everybody’s Alone               | Neil Young       | Early Daze                                    | 2024 |
| Everybody’s Rockin’             | Neil Young       | Everybody’s Rockin’                           | 1983 |
| Expecting To Fly                | Neil Young       | Sugar Morning - Live At Canterbury House 1968 | 2008 |

### F
| Lied                              | Autoren    | Album                                  | Jahr |
| --------------------------------- | ---------- | -------------------------------------- | ---- |
| F*!#In’ Up                        | Neil Young | Ragged Glory                           | 1990 |
| Fallen Angel                      | Neil Young | Mirror Ball                            | 1995 |
| Falling From Above                | Neil Young | Greendale                              | 2003 |
| Falling Off The Face Of The Earth | Neil Young | Prairie Wind                           | 2005 |
| Families                          | Neil Young | Living With War                        | 2006 |
| Families (Version)                | Neil Young | Living With War: In The Beginning      | 2006 |
| Far From Home                     | Neil Young | Prairie Wind                           | 2005 |
| Farmer John                       | Neil Young | Ragged Glory                           | 1990 |
| Field of Opportunity              | Neil Young | Comes a Time                           | 1978 |
| Flags of Freedom                  | Neil Young | Living With War                        | 2006 |
| Flags of Freedom (Version)        | Neil Young | Living With War: In The Beginning      | 2006 |
| Florida                           | Neil Young | Homegrown                              | 2020 |
| Fly By Night Deal                 | Neil Young | The Visitor                            | 2017 |
| Flying On The Ground Is Wrong     | Neil Young | A Treasure                             | 2011 |
| Fool For Your Love                | Neil Young | Road Rock, Vol. 1: Friends & Relatives | 2000 |
| For The Love Of Man               | Neil Young | Psychedelic Pill                       | 2012 |
| For The Turnstiles                | Neil Young | On The Beach                           | 1974 |
| Forever                           | Neil Young | The Visitor                            | 2017 |
| Fork In The Road                  | Neil Young | Fork In The Road                       | 2009 |
| Four Strong Winds                 | Ian Tyson  | Comes a Time                           | 1978 |
| From Hank To Hendrix              | Neil Young | Harvest Moon                           | 1992 |
| Fuel Line                         | Neil Young | Fork In The Road                       | 2009 |

### G
| Lied                        | Autoren                          | Album                 | Jahr |
| --------------------------- | -------------------------------- | --------------------- | ---- |
| Gallows Pole                | Traditional                      | Americana             | 2012 |
| Gateway Of Love             | Neil Young                       | Toast                 | 2022 |
| Get a Job                   | Raymond Edwards / William Horton | Americana             | 2012 |
| Get Back On It              | Neil Young                       | Re-ac-tor             | 1981 |
| Get Back To The Country     | Neil Young                       | Old Ways              | 1985 |
| Get Behind The Wheel        | Neil Young                       | Fork In The Road      | 2009 |
| Get Gone                    | Neil Young                       | Lucky Thirteen        | 1993 |
| Girl From The North Country | Bob Dylan                        | A Letter Home         | 2014 |
| Give Me Strength            | Neil Young                       | Hitchhiker            | 2017 |
| Glass Accident              | Neil Young                       | Peace Trail           | 2016 |
| Glimmer                     | Neil Young                       | Storytone             | 2014 |
| God Save The Queen          | Thomas Arne                      | Americana             | 2012 |
| Goin’ Back                  | Neil Young                       | Comes a Time          | 1978 |
| Goin’ Home                  | Neil Young & Crazy Horse         | Are You Passionate?   | 2002 |
| Good To See You             | Neil Young                       | Silver & Gold         | 2000 |
| Grandpa’s Interview         | Neil Young                       | Greendale             | 2003 |
| Green Is Blue               | Neil Young                       | Colorado              | 2019 |
| Grey Riders                 | Neil Young                       | A Treasure            | 2011 |
| Guitar Solo, No. 1          | Neil Young                       | Dead Man (Soundtrack) | 1996 |
| Guitar Solo, No. 2          | Neil Young                       | Dead Man (Soundtrack) | 1996 |
| Guitar Solo, No. 3          | Neil Young                       | Dead Man (Soundtrack) | 1996 |
| Guitar Solo, No. 4          | Neil Young                       | Dead Man (Soundtrack) | 1996 |
| Guitar Solo, No. 5          | Neil Young                       | Dead Man (Soundtrack) | 1996 |
| Guitar Solo, No. 6          | Neil Young                       | Dead Man (Soundtrack) | 1996 |

### H
| Lied                            | Autoren                    | Album                  | Jahr |
| ------------------------------- | -------------------------- | ---------------------- | ---- |
| Hangin’ On A Limb               | Neil Young                 | Freedom                | 1989 |
| Happy Together                  | Neil Young                 | Paradox (Soundtrack)   | 2018 |
| Hard Luck Stories               | Neil Young                 | Landing On Water       | 1986 |
| Harvest                         | Neil Young                 | Harvest                | 1972 |
| Harvest Moon                    | Neil Young                 | Harvest Moon           | 1992 |
| Hawaii                          | Neil Young                 | Hitchhiker             | 2017 |
| Hawks & Doves                   | Neil Young                 | Hawks & Doves          | 1980 |
| He Was The King                 | Neil Young                 | Prairie Wind           | 2005 |
| Heading West                    | Neil Young                 | Barn                   | 2021 |
| Heart Of Gold                   | Neil Young                 | Harvest                | 1972 |
| Heavy Love                      | Neil Young                 | Eldorado               | 1989 |
| Hello Lonely Woman              | Neil Young                 | Bluenote Cafe          | 2015 |
| Help Me Lose My Mind            | Neil Young                 | Colorado               | 2019 |
| Helpless                        | Neil Young                 | Unplugged              | 1993 |
| Here For You                    | Neil Young                 | Prairie Wind           | 2005 |
| Here We Are In The Years        | Neil Young                 | Neil Young             | 1968 |
| Hey                             | Neil Young                 | Paradox (Soundtrack)   | 2018 |
| Hey Babe                        | Neil Young                 | American Stars ’n Bars | 1977 |
| Hey Hey                         | Neil Young                 | This Note’s For You    | 1988 |
| Hey Hey, My My (Into the Black) | Neil Young, Jeff Blackburn | Rust Never Sleeps      | 1979 |
| High Flyin’ Bird                | Billy Edd Wheeler          | Americana              | 2012 |
| Hippie Dream                    | Neil Young                 | Landing On Water       | 1986 |
| Hit The Road                    | Neil Young                 | Fork In The Road       | 2009 |
| Hitchhiker                      | Neil Young                 | Le Noise               | 2010 |
| Hold Back The Tears             | Neil Young                 | American Stars ’n Bars | 1977 |
| Hold On To Your Love            | Neil Young                 | Trans                  | 1982 |
| Homefires                       | Neil Young                 | Before And After       | 2023 |
| Homegrown                       | Neil Young                 | American Stars ’n Bars | 1977 |
| Horseshoe Man                   | Neil Young                 | Silver & Gold          | 2000 |
| How Long                        | Neil Young                 | Paradox (Soundtrack)   | 2018 |
| How Ya Doin?                    | Neil Young                 | Toast                  | 2022 |
| Human Highway                   | Neil Young                 | Comes a Time           | 1978 |
| Human Race                      | Neil Young                 | Barn                   | 2021 |

### I
| Lied                             | Autoren                     | Album                                         | Jahr |
| -------------------------------- | --------------------------- | --------------------------------------------- | ---- |
| I Am A Child                     | Neil Young                  | Live Rust                                     | 1979 |
| I Do                             | Neil Young                  | Colorado                                      | 2019 |
| I Believe In You                 | Neil Young                  | After the Gold Rush                           | 1970 |
| I Got a Problem                  | Neil Young                  | Landing On Water                              | 1986 |
| I Used To’ Rap                   | Neil Young                  | Sugar Morning - Live At Canterbury House 1968 | 2008 |
| I Walk With You (Earth Ringtone) | Neil Young                  | World Record                                  | 2022 |
| I Want To Drive My Car           | Neil Young                  | Storytone                                     | 2014 |
| I Wonder If I Care As Much       | Don Everly                  | A Letter Home                                 | 2014 |
| I’m Glad I Found You             | Neil Young                  | Storytone                                     | 2014 |
| I’m Goin’                        | Neil Young                  | Bluenote Cafe                                 | 2015 |
| I’m The Ocean                    | Neil Young                  | Mirror Ball                                   | 1995 |
| I’ve Been Waiting For You        | Neil Young                  | Neil Young                                    | 1968 |
| I’ve Loved Her So Long           | Neil Young                  | Neil Young                                    | 1968 |
| If I Could Have Her Tonight      | Neil Young                  | Neil Young                                    | 1968 |
| If I Don’t Know                  | Neil Young                  | The Monsanto Years                            | 2015 |
| If You Could Read My Mind        | Gordon Lightfoot            | A Letter Home                                 | 2014 |
| If You Got Love                  | Neil Young                  | Before And After                              | 2023 |
| Inca Queen                       | Neil Young                  | Life                                          | 1987 |
| Indian Givers                    | Neil Young                  | Peace Trail                                   | 2016 |
| Interstate                       | Neil Young                  | Big Time                                      | 1996 |
| Intro                            | Neil Young                  | Roxy: Tonight’s The Night Live                | 2018 |
| It Might Have Been               | Harriet Kane / Ronnie Green | A Treasure                                    | 2011 |
| It’s A Dream                     | Neil Young                  | Prairie Wind                                  | 2005 |
| I’ve Been Waiting For You        | Neil Young                  | Sugar Morning - Live At Canterbury House 1968 | 2008 |

### J
| Lied                     | Autoren     | Album               | Jahr |
| ------------------------ | ----------- | ------------------- | ---- |
| Jellyroll Man            | Neil Young  | Everybody’s Rockin’ | 1983 |
| Jesus’ Chariot           | Traditional | Americana           | 2012 |
| John Oaks                | Neil Young  | Peace Trail         | 2016 |
| Johnny Magic             | Neil Young  | Fork In The Road    | 2009 |
| Journey Through The Past | Neil Young  | Time Fades Away     | 1973 |
| Just Singing A Song      | Neil Young  | Fork In The Road    | 2009 |

### K
| Lied              | Autoren                   | Album               | Jahr |
| ----------------- | ------------------------- | ------------------- | ---- |
| Kansas            | Neil Young                | Homegrown           | 2020 |
| Kinda Fonda Wanda | Tim Drummond / Neil Young | Everybody’s Rockin’ | 1983 |

### L
| Lied                            | Autoren       | Album                             | Jahr |
| ------------------------------- | ------------- | --------------------------------- | ---- |
| L.A.                            | Neil Young    | Time Fades Away                   | 1973 |
| Last Dance                      | Neil Young    | Time Fades Away                   | 1973 |
| Leave The Driving               | Neil Young    | Greendale                         | 2003 |
| Let Your Fingers Do The Walking | Neil Young    | A Treasure                        | 2011 |
| Let’s Impeach The President     | Neil Young    | Living With War                   | 2006 |
| Let’s Roll                      | Neil Young    | Are You Passionate?               | 2002 |
| Life In The City                | Neil Young    | This Note’s For You               | 1988 |
| Light A Candle                  | Neil Young    | Fork In The Road                  | 2009 |
| Like a Hurricane                | Neil Young    | American Stars ’n Bars            | 1977 |
| Like an Inca                    | Neil Young    | Trans                             | 1982 |
| Like You Used To Do             | Neil Young    | Storytone                         | 2014 |
| Little Thing Called Love        | Neil Young    | Trans                             | 1982 |
| Little Wing                     | Neil Young    | Hawks & Doves                     | 1980 |
| Living With War                 | Neil Young    | Living With War                   | 2006 |
| Living With War (Version)       | Neil Young    | Living With War: In The Beginning | 2006 |
| Long May You Run                | Neil Young    | Unplugged                         | 1993 |
| Long Walk Home                  | Neil Young    | Life                              | 1987 |
| Look At All The Things          | Danny Whitten | Early Daze                        | 2024 |
| Look Out for My Love            | Neil Young    | Comes a Time                      | 1978 |
| Lookin’ For A Leader            | Neil Young    | Living With War                   | 2006 |
| Lookin’ For A Leader (Version)  | Neil Young    | Living With War: In The Beginning | 2006 |
| Lookin’ For A Love              | Neil Young    | Zuma                              | 1975 |
| Lookout Joe                     | Neil Young    | Tonight’s the Night               | 1975 |
| Loose Change                    | Neil Young    | Broken Arrow                      | 1996 |
| Lost in Space                   | Neil Young    | Hawks & Doves                     | 1980 |
| Lotta Love                      | Neil Young    | Comes a Time                      | 1978 |
| Love And Only Love              | Neil Young    | Ragged Glory                      | 1990 |
| Love And War                    | Neil Young    | Le Noise                          | 2010 |
| Love Earth                      | Neil Young    | World Record                      | 2022 |
| Love In Mind                    | Neil Young    | Time Fades Away                   | 1973 |
| Love Is A Rose                  | Neil Young    | Songs For Judy                    | 2018 |
| Love To Burn                    | Neil Young    | Ragged Glory                      | 1990 |

### M
| Lied                             | Autoren                    | Album                | Jahr |
| -------------------------------- | -------------------------- | -------------------- | ---- |
| Mansion On The Hill              | Neil Young                 | Ragged Glory         | 1990 |
| Many Moons Ago In The Future     | Neil Young                 | Paradox (Soundtrack) | 2018 |
| Married Man                      | Neil Young                 | This Note’s For You  | 1988 |
| Mellow My Mind                   | Neil Young                 | Tonight’s the Night  | 1975 |
| Mexico                           | Neil Young                 | Homegrown            | 2020 |
| Mideast Vacation                 | Neil Young                 | Life                 | 1987 |
| Milky Way                        | Neil Young                 | Colorado             | 2019 |
| Misfits                          | Neil Young                 | Old Ways             | 1985 |
| Monsanto Years                   | Neil Young                 | The Monsanto Years   | 2015 |
| Mother Earth (Natural Anthem)    | Neil Young                 | Ragged Glory         | 1990 |
| Motion Pictures                  | Neil Young                 | On The Beach         | 1974 |
| Mo-tor Cit-y                     | Neil Young                 | Re-ac-tor            | 1981 |
| Motorcycle Mama                  | Neil Young                 | Comes a Time         | 1978 |
| Mr. Disappointment               | Neil Young                 | Are You Passionate?  | 2002 |
| Mr. Soul                         | Neil Young                 | Trans                | 1982 |
| Music Arcade                     | Neil Young                 | Broken Arrow         | 1996 |
| My Boy                           | Neil Young                 | Old Ways             | 1985 |
| My Country Home                  | Neil Young                 | Earth                | 2016 |
| My Heart                         | Neil Young                 | Sleeps Withs Angels  | 1994 |
| My Hometown                      | Bruce Springsteen          | A Letter Home        | 2014 |
| My My, Hey Hey (Out of the Blue) | Neil Young, Jeff Blackburn | Rust Never Sleeps    | 1979 |
| My New Robot                     | Neil Young                 | Peace Trail          | 2016 |
| My Pledge                        | Neil Young                 | Peace Trail          | 2016 |
| Mystery Train                    | Neil Young                 | Everybody’s Rockin’  | 1983 |

### N
| Lied                            | Autoren     | Album                                         | Jahr |
| ------------------------------- | ----------- | --------------------------------------------- | ---- |
| Natural Beauty                  | Neil Young  | Harvest Moon                                  | 1992 |
| Needle Of Death                 | Bert Jansch | A Letter Home                                 | 2014 |
| Neil's Mom Calls                | Neil Young  | Cow Palace 1986                               | 2011 |
| New Mama                        | Neil Young  | Tonight’s the Night                           | 1975 |
| No Hidden Path                  | Neil Young  | Chrome Dreams II                              | 2007 |
| No More                         | Neil Young  | Freedom                                       | 1989 |
| No One Seems To Know            | Neil Young  | Songs For Judy                                | 2018 |
| No Wonder                       | Neil Young  | Prairie Wind                                  | 2005 |
| Nobody's Story                  | Neil Young  | Dead Man (Soundtrack)                         | 1996 |
| Nothing Is Perfect              | Neil Young  | A Treasure                                    | 2011 |
| Nowadays Clancy Can’t Even Sing | Neil Young  | Sugar Morning - Live At Canterbury House 1968 | 2008 |

### O
| Lied                           | Autoren                                                 | Album                                         | Jahr |
| ------------------------------ | ------------------------------------------------------- | --------------------------------------------- | ---- |
| Off The Road                   | Neil Young                                              | Fork In The Road                              | 2009 |
| Offerings                      | Neil Young                                              | Paradox (Soundtrack)                          | 2018 |
| Oh Susannah                    | Stepen Collins Foster                                   | Americana                                     | 2012 |
| Oh, Lonesome Me                | Don Gibson                                              | After the Gold Rush                           | 1970 |
| Ohio                           | Neil Young                                              | Live at Massey Hall 1971                      | 2007 |
| Old King                       | Neil Young                                              | Harvest Moon                                  | 1992 |
| Old Laughing Lady              | Neil Young                                              | Songs For Judy                                | 2018 |
| Old Man                        | Neil Young                                              | Harvest                                       | 1972 |
| Old Ways                       | Neil Young                                              | Old Ways                                      | 1985 |
| Olden Days                     | Neil Young                                              | Colorado                                      | 2019 |
| On Broadway                    | Jerry Leiber / Barry Mann / Mike Stoller / Cynthia Weil | Freedom                                       | 1989 |
| On The Beach                   | Neil Young                                              | On The Beach                                  | 1974 |
| On The Road Again              | Willie Nelson                                           | A Letter Home                                 | 2014 |
| On The Way Home                | Neil Young                                              | Live at Massey Hall 1971                      | 2007 |
| Once an Angel                  | Neil Young                                              | Old Ways                                      | 1985 |
| One Of These Days              | Neil Young                                              | Harvest Moon                                  | 1992 |
| One Thing                      | Neil Young                                              | This Note’s For You                           | 1988 |
| Only Love Can Break Your Heart | Neil Young                                              | After the Gold Rush                           | 1970 |
| Op-er-a Star                   | Neil Young                                              | Re-ac-tor                                     | 1981 |
| Ordinary People                | Neil Young                                              | Chrome Dreams II                              | 2007 |
| Organ Solo                     | Neil Young                                              | Dead Man (Soundtrack)                         | 1996 |
| Out Of My Mind                 | Neil Young                                              | Sugar Morning - Live At Canterbury House 1968 | 2008 |
| Out On The Weekend             | Neil Young                                              | Harvest                                       | 1972 |
| Outro                          | Neil Young                                              | Roxy: Tonight’s The Night Live                | 2018 |
| Over And Over                  | Neil Young                                              | Ragged Glory                                  | 1990 |
| Overhead                       | Neil Young                                              | World Record                                  | 2022 |

### P
| Lied                           | Autoren                   | Album                          | Jahr |
| ------------------------------ | ------------------------- | ------------------------------ | ---- |
| Paradox Passage 1              | Neil Young                | Paradox (Soundtrack)           | 2018 |
| Paradox Passage 2              | Neil Young                | Paradox (Soundtrack)           | 2018 |
| Paradox Passage 3              | Neil Young                | Paradox (Soundtrack)           | 2018 |
| Paradox Passage 4              | Neil Young                | Paradox (Soundtrack)           | 2018 |
| Paradox Passage 5              | Neil Young                | Paradox (Soundtrack)           | 2018 |
| Paradox Passage 6              | Neil Young                | Paradox (Soundtrack)           | 2018 |
| Pardon My Heart                | Neil Young                | Zuma                           | 1975 |
| Payola Blues                   | Ben Keith / Neil Young    | Everybody’s Rockin’            | 1983 |
| Peace and Love                 | Neil Young / Eddie Vedder | Mirror Ball                    | 1995 |
| Peace of Mind                  | Neil Young                | Comes a Time                   | 1978 |
| Peace Trail                    | Neil Young                | Peace Trail                    | 2016 |
| Peaceful Valley Boulevard      | Neil Young                | Le Noise                       | 2010 |
| People on the Street           | Neil Young                | Landing On Water               | 1986 |
| People Want To Hear About Love | Neil Young                | The Monsanto Years             | 2015 |
| Perry Como Rap                 | Neil Young                | Roxy: Tonight’s The Night Live | 2018 |
| Philadelphia                   | Neil Young                |                                | 1993 |
| Piece Of Crap                  | Neil Young                | Sleeps Withs Angels            | 1994 |
| Plastic Flowers                | Neil Young                | Storytone                      | 2014 |
| Pocahontas                     | Neil Young                | Rust Never Sleeps              | 1979 |
| Powderfinger                   | Neil Young                | Rust Never Sleeps              | 1979 |
| Prairie Wind                   | Neil Young                | Prairie Wind                   | 2005 |
| Pressure                       | Neil Young                | Landing On Water               | 1986 |
| Prime of Life                  | Neil Young                | Sleeps Withs Angels            | 1994 |
| Prisoners of Rock ’N’ Roll     | Neil Young                | Life                           | 1987 |
| Psychedelic Pill               | Neil Young                | Psychedelic Pill               | 2012 |

### Q
| Lied | Autoren        | Album | Jahr |
| ---- | -------------- | ----- | ---- |
| Quit | Frank Sampedro | Toast | 2022 |

### R
| Lied                                  | Autoren                 | Album                                         | Jahr |
| ------------------------------------- | ----------------------- | --------------------------------------------- | ---- |
| Rainbow Of Colors                     | Neil Young              | Colorado                                      | 2019 |
| Rainin’ in My Heart                   | Slim Harpo / Jerry West | Everybody’s Rockin’                           | 1983 |
| Ramada Inn                            | Neil Young              | Psychedelic Pill                              | 2012 |
| Rap-id Tran-sit                       | Neil Young              | Re-ac-tor                                     | 1981 |
| Razor Love                            | Neil Young              | Silver & Gold                                 | 2000 |
| Reason to Believe                     | Tim Hardin              | A Letter Home                                 | 2014 |
| Recording Rap                         | Neil Young              | Sugar Morning - Live At Canterbury House 1968 | 2008 |
| Red Sun                               | Neil Young              | Silver & Gold                                 | 2000 |
| Revolution Blues                      | Neil Young              | On The Beach                                  | 1974 |
| Ride My Llama                         | Neil Young              | Rust Never Sleeps                             | 1979 |
| Rockin’ In The Free World             | Neil Young              | Freedom                                       | 1989 |
| Roger And Out                         | Neil Young              | Living With War                               | 2006 |
| Roll Another Number (For The Road)    | Neil Young              | Tonight’s the Night                           | 1975 |
| Roll Another Number                   | Neil Young              | Songs For Judy                                | 2018 |
| Roll Out The Barrel                   | Neil Young              | Roxy: Tonight’s The Night Live                | 2018 |
| Round & Round (It Won’t Be Long)      | Neil Young              | Everybody Knows This Is Nowhere               | 1969 |
| Rules Of Change                       | Neil Young              | The Monsanto Years                            | 2015 |
| Rumblin’                              | Neil Young              | Le Noise                                      | 2010 |
| Running Dry (Requiem For The Rockets) | Neil Young              | Everybody Knows This Is Nowhere               | 1969 |
| Running To The Silver Eagle           | Neil Young              | Paradox (Soundtrack)                          | 2018 |

### S
| Lied                                  | Autoren                                 | Album                                         | Jahr |
| ------------------------------------- | --------------------------------------- | --------------------------------------------- | ---- |
| Saddle Up The Palomino                | Neil Young, Tim Drummond, Bobby Charles | American Stars ’n Bars                        | 1977 |
| Safeway Cart                          | Neil Young                              | Sleeps Withs Angels                           | 1994 |
| Sail Away                             | Neil Young                              | Rust Never Sleeps                             | 1979 |
| Sample and Hold                       | Neil Young                              | Trans                                         | 1982 |
| Sam Kinison Calls                     | Neil Young                              | Cow Palace 1986                               | 2011 |
| Say Hello To Chicago                  | Neil Young                              | Storytone                                     | 2014 |
| Scattered (Let’s Think About Livin’)  | Neil Young                              | Broken Arrow                                  | 1996 |
| Scenery                               | Neil Young                              | Mirror Ball                                   | 1995 |
| Sedan Delivery                        | Neil Young                              | Rust Never Sleeps                             | 1979 |
| See The Sky About To Rain             | Neil Young                              | On The Beach                                  | 1974 |
| Seed Justice                          | Neil Young                              | Earth                                         | 2016 |
| Separate Ways                         | Neil Young                              | Homegrown                                     | 2020 |
| Shape Of You                          | Neil Young                              | Barn                                          | 2021 |
| She Showed Me Love                    | Neil Young                              | Colorado                                      | 2019 |
| She’s A Healer                        | Neil Young                              | Are You Passionate?                           | 2002 |
| She’s Always Dancing                  | Neil Young                              | Psychedelic Pill                              | 2012 |
| Shining Light                         | Neil Young                              | Chrome Dreams II                              | 2007 |
| Shock And Awe                         | Neil Young                              | Living With War                               | 2006 |
| Shock And Awe (Version)               | Neil Young                              | Living With War: In The Beginning             | 2006 |
| Shots                                 | Neil Young                              | Re-ac-tor                                     | 1981 |
| Show Me                               | Neil Young                              | Peace Trail                                   | 2016 |
| Shut It Down                          | Neil Young                              | Colorado                                      | 2019 |
| Sign Of Love                          | Neil Young                              | Le Noise                                      | 2010 |
| Silver & Gold                         | Neil Young                              | Silver & Gold                                 | 2000 |
| Since I Met You Baby                  | Ivory Joe Hunter                        | A Letter Home                                 | 2014 |
| Sleeps With Angels                    | Neil Young                              | Sleeps Withs Angels                           | 1994 |
| Slip Away                             | Neil Young                              | Broken Arrow                                  | 1996 |
| Someday                               | Neil Young                              | Freedom                                       | 1989 |
| Someone’s Gonna Rescue You            | Neil Young                              | Le Noise                                      | 2010 |
| Song Of The Seasons                   | Neil Young                              | Barn                                          | 2021 |
| Song X                                | Neil Young                              | Mirror Ball                                   | 1995 |
| Songs For Judy (Intro)                | Neil Young                              | Songs For Judy                                | 2018 |
| Songs Rap                             | Neil Young                              | Sugar Morning - Live At Canterbury House 1968 | 2008 |
| Songwriting Rap                       | Neil Young                              | Sugar Morning - Live At Canterbury House 1968 | 2008 |
| Soul Of A Woman                       | Neil Young                              | A Treasure                                    | 2011 |
| Southern Man                          | Neil Young                              | After the Gold Rush                           | 1970 |
| South-ern Pac-i-fic                   | Neil Young                              | Re-ac-tor                                     | 1981 |
| Speakin’ Out                          | Neil Young                              | Tonight’s the Night                           | 1975 |
| Spirit Road                           | Neil Young                              | Chrome Dreams II                              | 2007 |
| Stand Tall                            | Neil Young                              | The Visitor                                   | 2016 |
| Standing In The Light Of Love         | Neil Young                              | Toast                                         | 2022 |
| Star Of Bethlehem                     | Neil Young                              | American Stars ’n Bars                        | 1977 |
| Stayin’ Power                         | Neil Young                              | Hawks & Doves                                 | 1980 |
| String Quartet From Whiskey Boot Hill | Jack Nitzsche                           | Neil Young                                    | 1968 |
| Stringman                             | Neil Young                              | Unplugged                                     | 1993 |
| Stupid Girl                           | Neil Young                              | Zuma                                          | 1975 |
| Stupid White Men...                   | Neil Young                              | Dead Man (Soundtrack)                         | 1996 |
| Such A Woman                          | Neil Young                              | Harvest Moon                                  | 1992 |
| Sugar Mountain (Intro)                | Neil Young                              | Sugar Morning - Live At Canterbury House 1968 | 2008 |
| Sugar Mountain                        | Neil Young                              | Live Rust                                     | 1979 |
| Sun Green                             | Neil Young                              | Greendale                                     | 2003 |
| Sunny Inside                          | Neil Young                              | This Note’s For You                           | 1988 |
| Surf-er Joe And Moe The Sleaze        | Neil Young                              | Re-ac-tor                                     | 1981 |

### T
| Lied                                       | Autoren                        | Album                                         | Jahr |
| ------------------------------------------ | ------------------------------ | --------------------------------------------- | ---- |
| T-Bone                                     | Neil Young                     | Re-ac-tor                                     | 1981 |
| Tell Me Why                                | Neil Young                     | After the Gold Rush                           | 1970 |
| Ten Men Workin’                            | Neil Young                     | This Note’s For You                           | 1988 |
| Terrorist Suicide Hang Gliders             | Neil Young                     | Peace Trail                                   | 2016 |
| Texas Rangers                              | Neil Young                     | Peace Trail                                   | 2016 |
| The Believer                               | Neil Young                     | Chrome Dreams II                              | 2007 |
| The Bridge                                 | Neil Young                     | Time Fades Away                               | 1973 |
| The Emperor Of Wyoming                     | Neil Young                     | Neil Young                                    | 1968 |
| The Great Divide                           | Neil Young                     | Silver & Gold                                 | 2000 |
| The Last Trip To Tulsa                     | Neil Young                     | Neil Young                                    | 1968 |
| The Loner                                  | Neil Young                     | Neil Young                                    | 1968 |
| The Long Day Before                        | Neil Young                     | World Record                                  | 2022 |
| The Losing End                             | Neil Young                     | Songs For Judy                                | 2018 |
| The Losing End (When You’re On)            | Neil Young                     | Everybody Knows This Is Nowhere               | 1969 |
| The Monsanto Years                         | Neil Young                     | Earth                                         | 2016 |
| The Needle And The Damage Done             | Neil Young                     | Harvest                                       | 1972 |
| The Old Country Waltz                      | Neil Young                     | American Stars ’n Bars                        | 1977 |
| The Old Homestead                          | Neil Young                     | Hawks & Doves                                 | 1980 |
| The Old Laughing Lady                      | Neil Young                     | Neil Young                                    | 1968 |
| The Painter                                | Neil Young                     | Prairie Wind                                  | 2005 |
| The Restless Consumer                      | Neil Young                     | Living With War                               | 2006 |
| The Round Stones Beneath The Earth...      | Neil Young                     | Dead Man (Soundtrack)                         | 1996 |
| The Times They Are A-Changin?              | Bob Dylan                      | The Times (EP)                                | 2020 |
| The Way                                    | Neil Young                     | Chrome Dreams II                              | 2007 |
| The Ways Of Love                           | Neil Young                     | Freedom                                       | 1989 |
| The Wayward Wind                           | Stanley Lebowsky / Herb Newman | Old Ways                                      | 1985 |
| The Wonder Won’t Wait                      | Neil Young                     | Word Record                                   | 2022 |
| The World (Is In Trouble Now)              | Neil Young                     | Word Record                                   | 2022 |
| There’s A World                            | Neil Young                     | Harvest                                       | 1972 |
| They Might Be Lost                         | Neil Young                     | Barn                                          | 2021 |
| Think Of Me                                | Neil Young                     | Colorado                                      | 2019 |
| This Land Is Your Land                     | Woody Guthrie                  | Americana                                     | 2012 |
| This Note’s For You                        | Neil Young                     | This Note’s For You                           | 1988 |
| This Old Guitar                            | Neil Young                     | Prairie Wind                                  | 2005 |
| This Old Planet (Changing Days)            | Neil Young                     | World Record                                  | 2022 |
| This Old Planet (Reprise)                  | Neil Young                     | World Record                                  | 2022 |
| This Town                                  | Neil Young                     | Broken Arrow                                  | 1996 |
| Thrasher                                   | Neil Young                     | Rust Never Sleeps                             | 1979 |
| Through My Sails                           | Neil Young                     | Zuma                                          | 1975 |
| Throw Your Hatred Down                     | Neil Young                     | Mirror Ball                                   | 1995 |
| Till The Morning Comes                     | Neil Young                     | After the Gold Rush                           | 1970 |
| Timberline                                 | Neil Young                     | Toast                                         | 2022 |
| Time Fades Away                            | Neil Young                     | Time Fades Away                               | 1973 |
| Time For You To Leave, William Blake...    | Neil Young                     | Dead Man (Soundtrack)                         | 1996 |
| Tired Eyes                                 | Neil Young                     | Tonight’s the Night                           | 1975 |
| Tom Dula                                   | Traditional                    | Americana                                     | 2012 |
| Tonight’s the Night                        | Neil Young                     | Tonight’s the Night                           | 1975 |
| Tonight’s The Night – Part II              | Neil Young                     | Tonight’s the Night                           | 1975 |
| Too Far Gone                               | Neil Young                     | Freedom                                       | 1989 |
| Too Lonely                                 | Neil Young                     | Life                                          | 1987 |
| Touch the Night                            | Neil Young                     | Landing On Water                              | 1986 |
| Train Of Love                              | Neil Young                     | Sleeps Withs Angels                           | 1994 |
| Trans Am                                   | Neil Young                     | Sleeps Withs Angels                           | 1994 |
| Transformer Man                            | Neil Young                     | Trans                                         | 1982 |
| Travel On                                  | Traditional                    | Americana                                     | 2012 |
| Truth Be Known                             | Neil Young                     | Mirror Ball                                   | 1995 |
| Try                                        | Neil Young                     | Homegrown                                     | 2020 |
| Tumbleweed                                 | Neil Young                     | Storytone                                     | 2014 |
| Tumblin’ Thru The Years                    | Neil Young                     | Barn                                          | 2021 |
| Tuning Rap - The Old Laughing Lady (Intro) | Neil Young                     | Sugar Morning - Live At Canterbury House 1968 | 2008 |
| Twilight                                   | Neil Young                     | This Note’s For You                           | 1988 |
| Twisted Road                               | Neil Young                     | Psychedelic Pill                              | 2012 |
| Two Old Friends                            | Neil Young                     | Are You Passionate?                           | 2002 |

### U
| Lied           | Autoren    | Album         | Jahr |
| -------------- | ---------- | ------------- | ---- |
| Union Man      | Neil Young | Hawks & Doves | 1980 |
| Unknown Legend | Neil Young | Harvest Moon  | 1992 |

### V
| Lied          | Autoren    | Album            | Jahr |
| ------------- | ---------- | ---------------- | ---- |
| Vacancy       | Neil Young | Homegrown        | 2020 |
| Vampire Blues | Neil Young | On The Beach     | 1974 |
| Violent Side  | Neil Young | Landing On Water | 1986 |

### W
| Lied                                  | Autoren        | Album                     | Jahr |
| ------------------------------------- | -------------- | ------------------------- | ---- |
| Walk Like A Giant                     | Neil Young     | Psychedelic Pill          | 2012 |
| Walk On                               | Neil Young     | On The Beach              | 1974 |
| Walk With Me                          | Neil Young     | Le Noise                  | 2010 |
| Walkin’ On The Road (To The Future)   | Neil Young     | World Record              | 2022 |
| War Of Man                            | Neil Young     | Harvest Moon              | 1992 |
| Wayfarin’ Stranger                    | Traditional    | Americana                 | 2012 |
| We Don’t Smoke It No More             | Ben Keith      | Homegrown                 | 2020 |
| We Never Danced                       | Neil Young     | Life                      | 1987 |
| We R In Control                       | Neil Young     | Trans                     | 1982 |
| Weight of the World                   | Neil Young     | Landing On Water          | 1986 |
| Welcome Back                          | Neil Young     | Barn                      | 2021 |
| Welcome Rap                           | Neil Young     | Bluenote Cafe             | 2015 |
| Welcome To The Big Room               | Neil Young     | Bluenote Cafe             | 2015 |
| Welfare Mothers                       | Neil Young     | Rust Never Sleeps         | 1979 |
| Western Hero                          | Neil Young     | Sleeps Withs Angels       | 1994 |
| What Did You Do To My Life?           | Neil Young     | Neil Young                | 1968 |
| What Happened Yesterday               | Neil Young     | Mirror Ball               | 1995 |
| When Bad Got Good                     | Neil Young     | The Visitor               | 2017 |
| When God Made Me                      | Neil Young     | Prairie Wind              | 2005 |
| When I Hold You In My Arms            | Frank Sampedro | Are You Passionate?       | 2002 |
| When I Watch You Sleeping             | Neil Young     | Storytone                 | 2014 |
| When Worlds Collide                   | Neil Young     | Fork In The Road          | 2009 |
| When You Dance I Can Really Love      | Neil Young     | After the Gold Rush       | 1970 |
| When Your Lonely Heart Breaks         | Neil Young     | Life                      | 1987 |
| Where Is The Highway Tonight          | Neil Young     | Old Ways                  | 1985 |
| White Line                            | Neil Young     | Ragged Glory              | 1990 |
| Who’s Gonna Stand Up                  | Neil Young     | Storytone                 | 2014 |
| Why Does Thou Hide Thyself, Clouds... | Neil Young     | Dead Man (Soundtrack)     | 1996 |
| Will to Love                          | Neil Young     | American Stars ’n Bars    | 1977 |
| Winterlong                            | Neil Young     | Live at the Fillmore East | 2006 |
| Without Rings                         | Neil Young     | Silver & Gold             | 2000 |
| Wolf Moon                             | Neil Young     | The Monsanto Years        | 2015 |
| Wonderin’                             | Neil Young     | Everybody’s Rockin’       | 1983 |
| Words (Between The Lines Of Age)      | Neil Young     | Harvest                   | 1972 |
| Workin’ Man                           | Neil Young     | The Monsanto Years        | 2015 |
| World On A String                     | Neil Young     | Tonight’s the Night       | 1975 |
| Wrecking Ball                         | Neil Young     | Freedom                   | 1989 |

### Y
| Lied                     | Autoren    | Album               | Jahr |
| ------------------------ | ---------- | ------------------- | ---- |
| Yonder Stands The Sinner | Neil Young | Time Fades Away     | 1973 |
| You And Me               | Neil Young | Harvest Moon        | 1992 |
| You’re My Girl           | Neil Young | Are You Passionate? | 2002 |